# Miles ZX40
Miles ZX40 – elektryczny samochód osobowy typu mikrovan klasy miejskiej produkowany pod amerykańską marką Miles w latach 2005–2013.

## Historia i opis modelu

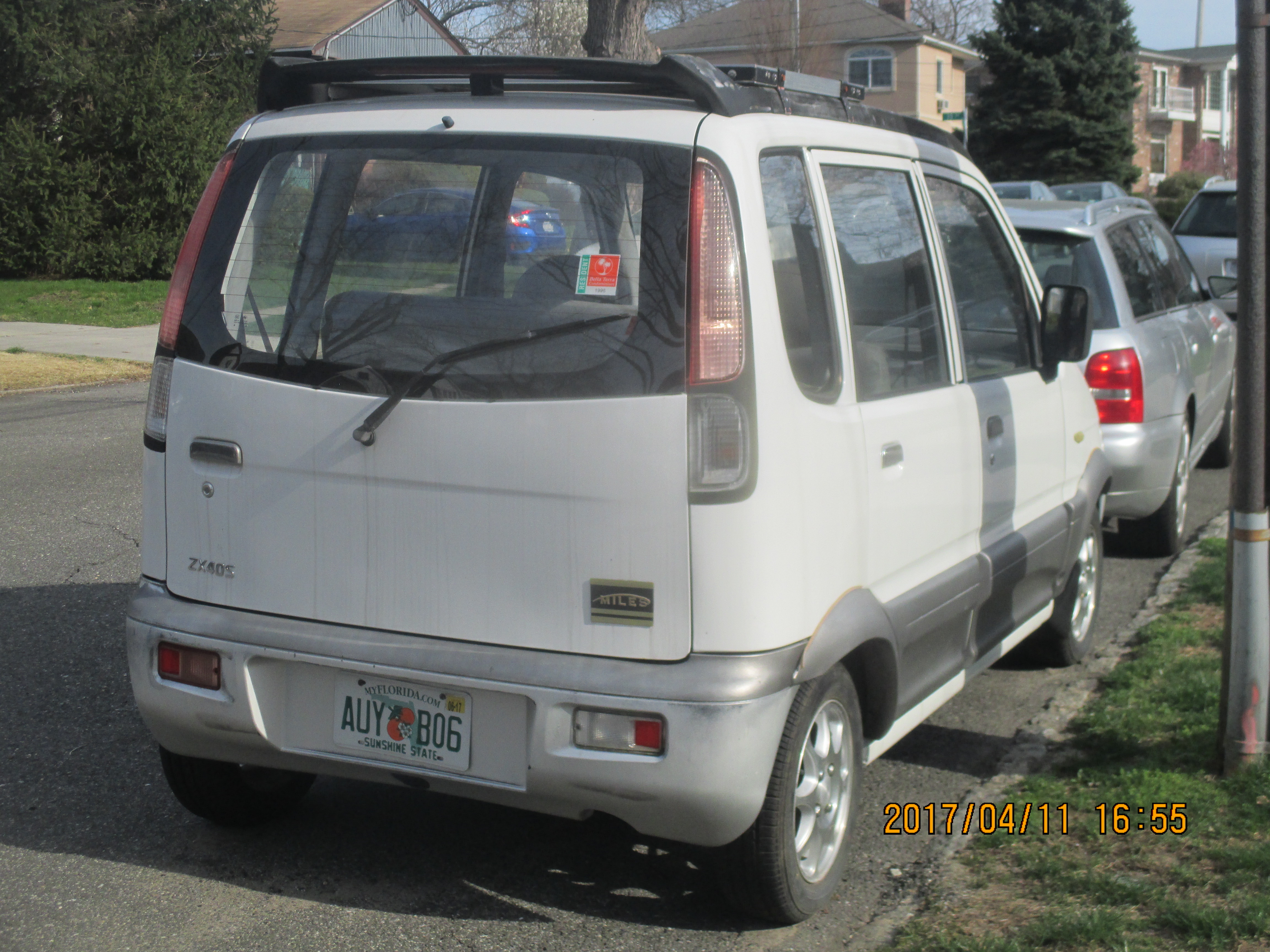
Miles ZX40S - tył

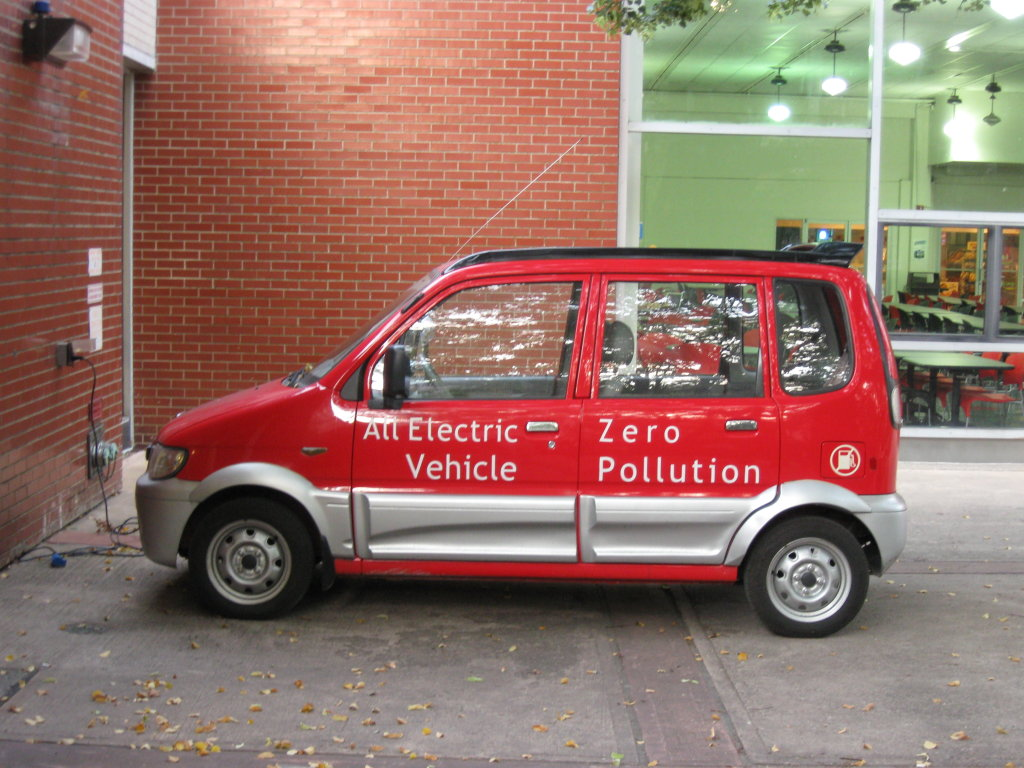
Miles ZX40 - sylwetka

W 2005 roku amerykańskie przedsiębiorstwo Miles Electric Vehicles wprowadziło do sprzedaży swój pierwszy model będący efektem współpracy z chińskim koncernem samochodowym FAW Group. W efekcie na bazie wytwarzanego przez jedną z jego marek mikrovana Huali Happy Messenger, pochodnej japońskiego Daihatsu Move, powstał jego w pełni elektryczny odpowiednik o nazwie Miles ZX40.
Pod kątem wizualnym samochód zyskał ograniczone do minimum zmiany, polegające jedynie na zmianie logotypów. Pozostałe elementy pozostały tożsame z pierwotnymi modyfikacjami, które chińskie Huali wprowadziło w celo odróżnienia swojego licencyjnego wariantu modelu Daihatsu jak pseudochromowana atrapa czy poszerzone nadkola.

### ZS40S
W 2008 roku zadebiutowała gruntownie zmodernizowana wersja o nowej nazwie Miles ZS40S. Otrzymała ona zmodyfikowany układ napędowy, zapewniający lepsze osiągi na czele z prędkością maksymalną, jak i większy zasięg na jednym ładowaniu akumulatora sięgający nie 64, a do 80 kilometrów.

### Sprzedaż
Miles ZX40 importowany był z chińskich zakładów FAW Group w mieście Tiencin i oferowany na rynku amerykańskim z myślą o przedmieściach, bazach wojskowych, ośrodkach rozwojowych czy portach. Cena pojazdu wynosiła tam 15 tysięcy dolarów, a produkcja poczynając od 2006 roku trwała przez kolejne 7 lat aż do zakończenia produkcji z powodu bankructwa Miles Electric Vehicles w czerwcu 2013 roku.

### Dane techniczne
Miles ZX40 z pierwszych lat produkcji charakteryzował się zasięgiem maksymalnym wynoszącym około 60 kilometrów na jednym ładowaniu, z kolei jako samochód niskich prędkości umożliwiał rozpędzenie się do 40 km/h. Zrestylizowany model ZX40S charakteryzował się większym zasięgiem do ok. 80 kilometrów.